# 민족 신화
민족 신화(民族神話)는 한 국가의 과거에 대한 감동적인 이야기나 일화이다. 그러한 신화는 종종 중요한 나라의 상징으로 작용하며 일련의 국가 가치들을 세우기도한다. 민족신화는 국가적 서사시의 형태를 취하거나 종교에 통합될 수도 있다.
민족신화는 국가에 충실하기 위해 심각한 신화적, 상징적, 존경받는 수준으로 격상된 전설이나 허구화된 설화이다. 단순히 참다운 사건을 지나치게 과장하거나, 중요한 역사적 세부사항을 생략하거나, 증거가 없는 세부사항을 덧붙이거나, 말 그대로 진실이라고 생각하는 사람은 아무도 없지만 국가에 대한 상징적인 의미를 담고 있는 허구적인 이야기일 수도 있다. 많은 나라의 민족 민속에는 건국 신화가 포함되어 있는데, 이것은 식민주의에 대항하는 투쟁이나 독립 전쟁을 수반할 수도 있다. 
어떤 곳에서는 민족신화가 음악으로 승화되어, 영적인 것일 수도 있고 한 신, 여러 신, 신들이 총애하는 지도자, 또는 다른 초자연적인 존재들의 손에 의한 건국 이야기를 지칭할 수도 있다. 
민족신화는 또한 많은 사회적, 정치적 목적에 기여하기도 한다. 때로는 국가가 후원하는 선전을 목적으로만 존재한다. 전체주의 독재정권에서 지도자는, 예를 들어, 자신이 신처럼 보이고 초능력자인 것처럼 보이게 하기 위해, 신화적인 초자연적인 인생사를 부여받을 수도 있다(개인숭배 참조). 하지만, 모든 사회에는 국가적 신화가 존재한다. 자유주의 정권에서 그들은 시민의 미덕과 자기희생을 고무시키거나 지배집단의 권력을 공고히 하고 그들의 통치를 정당화하는 목적을 수행할 수 있다.

## 같이 보기
- 시민 종교
- 국가 브랜드
- 국정 기념물
- 고귀한 거짓말
- 에르네스트 르낭